# Green Lantern: First Flight (Six Flags Magic Mountain)
Pour les articles homonymes, voir Green Lantern (homonymie).
Green Lantern: First Flight est un parcours de montagnes russes quadridimensionnelles du parc américain Six Flags Magic Mountain, situé à Valencia, en Californie. Sa décoration était axée sur le super héros Green Lantern.

## Fermeture et projet de relocalisation
L'attraction ferme en 2017. Il est annoncé le 24 mars 2019 que l'attraction allait être démontée.

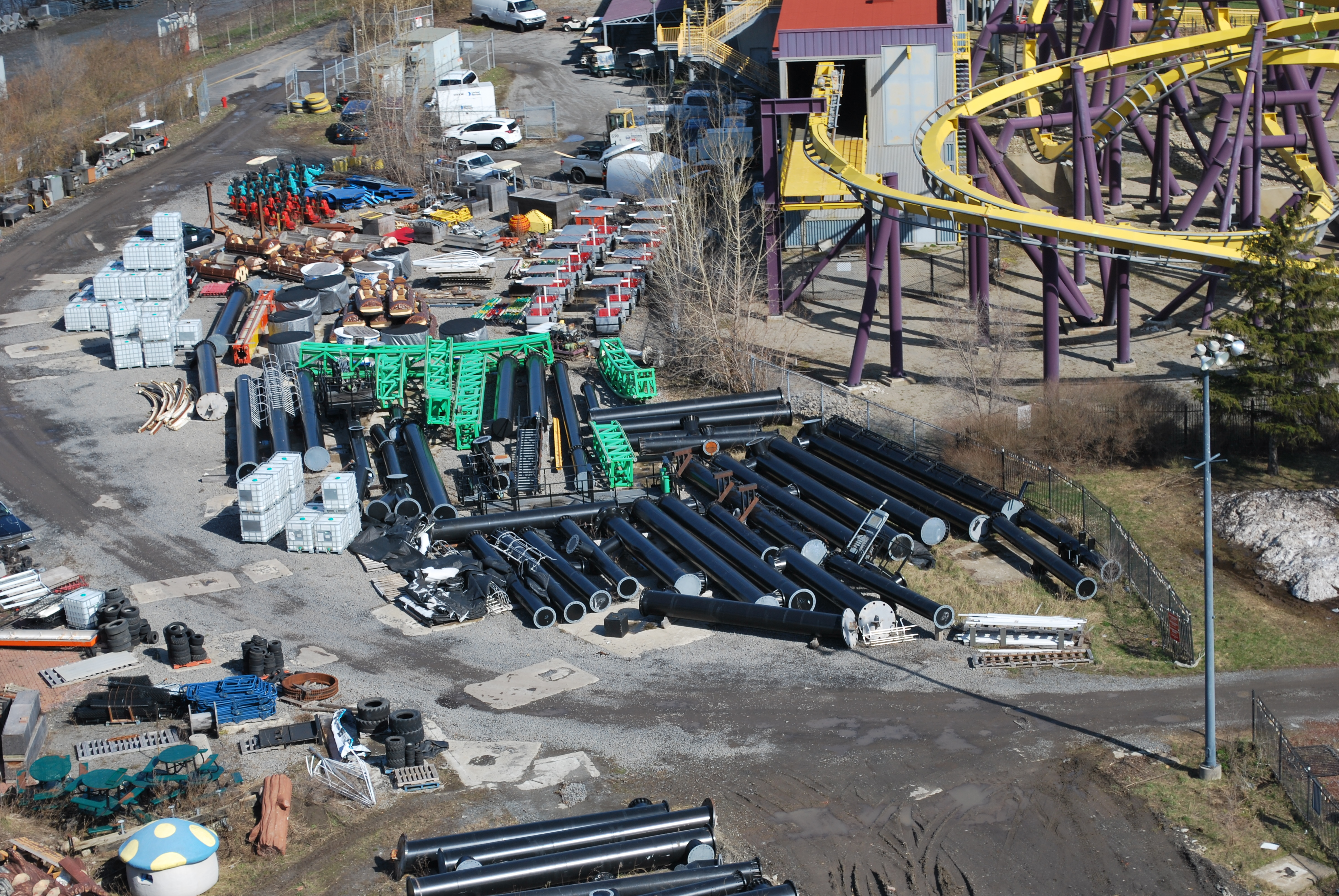
Rails et supports de Vipère (Green Lantern) entreposés à La Ronde.

Le 29 août 2019 Six Flags annonce que l'attraction sera de nouveau opérationnelle dans le parc d'attractions La Ronde situé à Montréal. L'ouverture de l'attraction est prévue pour la saison 2020 sous le nom de Vipère, avant d'être reportée en 2021, puis en 2022. En février 2022 et à la suite des conséquences économiques de la pandémie de Covid-19, le groupe Six Flags annule ce projet.

## Circuit
Green Lantern: First Flight sont des montagnes russes Intamin du modèle ZacSpin où les passagers zigzaguent sur un circuit de 251,5 mètres à des vitesses allant jusqu'à 56,5 km/h. La rotation des sièges est libre, donc les passagers sont retournés plusieurs fois pendant le trajet façon aléatoire. Le circuit est le même que celui d'Insane à Gröna Lund en Suède.